# Gouvernante dans l'Angleterre georgienne et victorienne
Pour les articles homonymes, voir Gouvernante (homonymie).

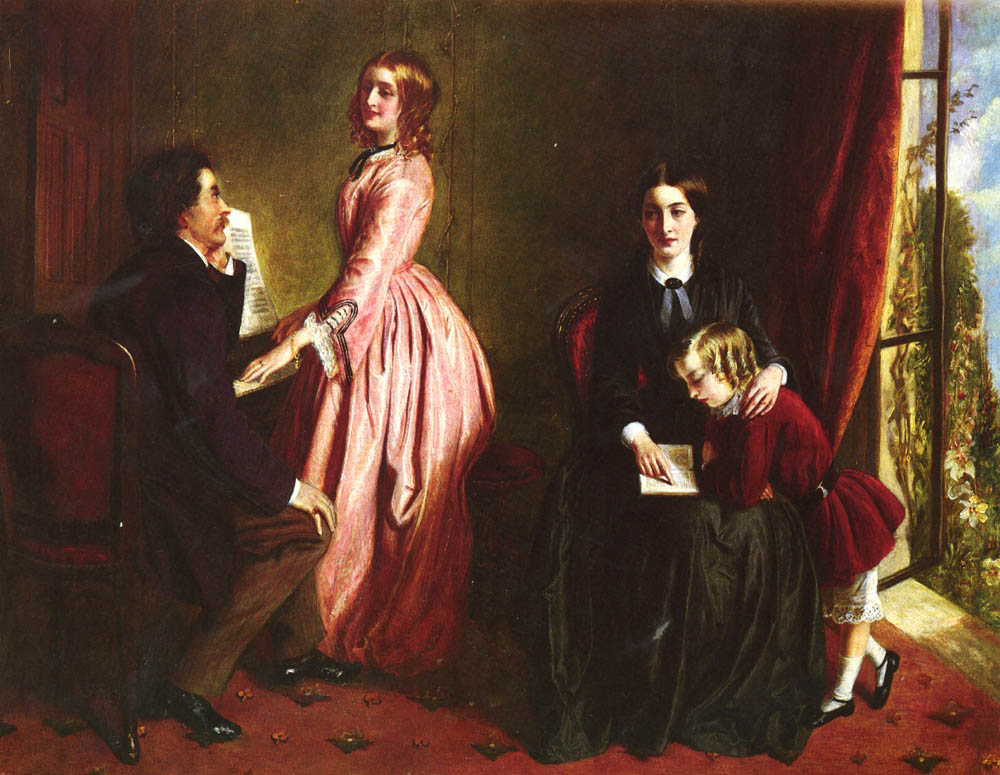
La Gouvernante, Rebecca Solomon, 1854.
La gouvernante est tout habillée de noir, ce qui marque son statut, en fort contraste avec la demoiselle de la maison.

Dans l'Angleterre de l’époque georgienne, puis de l’époque victorienne, le métier de gouvernante constitue pratiquement, avec celui de maîtresse d'école, le seul qui soit ouvert aux femmes de classe moyenne ayant une certaine éducation.
« Avant-garde » des femmes de la classe moyenne, en quête d'indépendance financière, d'une meilleure formation et d'une reconnaissance de leur rôle accru dans la société, la gouvernante fut l'un des personnages essentiels dépeints dans les romans de l'époque victorienne.

## Histoire
La fonction de gouvernante existe depuis le Moyen Âge en Angleterre, mais employer une gouvernante ne concernait guère que l'aristocratie. Ce n'est que vers la fin du XVIIIe siècle que les gouvernantes ont fait leur apparition dans les classes moyennes en raison de l'enrichissement du pays.

## Rôle

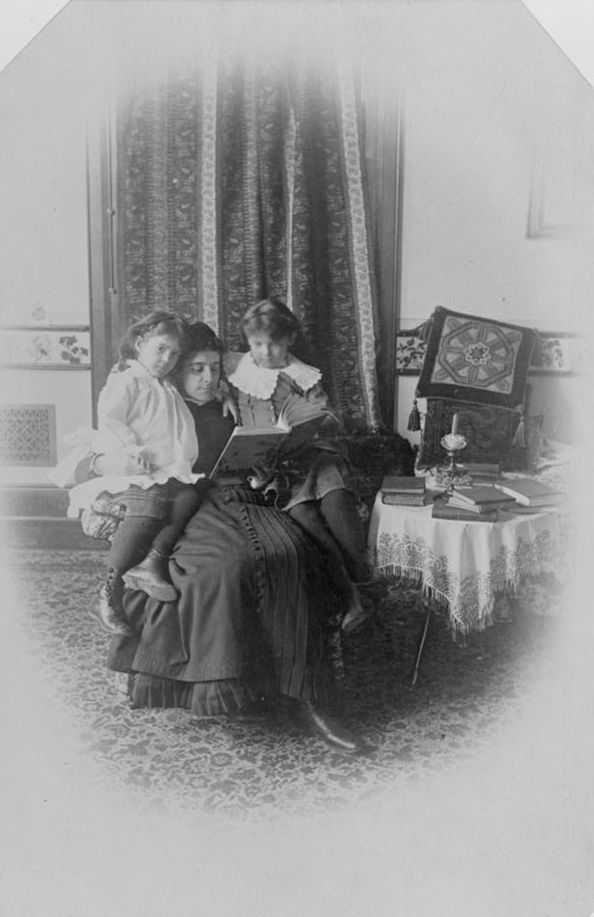
Leur gouvernante fait la lecture aux jeunes demoiselles Marian Hubbard "Daisy" Bell et Elsie May Bell (photographie de la famille Alexander Graham Bell).

Le rôle de la gouvernante est d'enseigner « les trois R » (« teach the three Rs ») aux jeunes enfants, c'est-à-dire la lecture, l'écriture, et le calcul (reading, (w)riting and reckoning).
Outre cette éducation élémentaire, elles doivent également apprendre aux jeunes demoiselles les accomplishments, les talents d'agrément, tels que la broderie, le français (ou une autre langue vivante), le piano (ou un autre instrument de musique tel que la harpe), et souvent aussi la poésie, ainsi que la peinture, en particulier l'aquarelle, qui leur sied mieux que la peinture à l'huile. Lorsque ses pupilles grandissent, la gouvernante doit se trouver de nouveaux employeurs, sauf dans les rares cas où elle se voit proposer un poste de dame de compagnie auprès de l'une de ses anciennes élèves.

## Statut
La situation de gouvernante n'est guère reconnue et est même considérée comme digne de pitié. Un bon mariage constitue donc la seule porte de sortie (ainsi qu'on le voit dans Emma, le roman de Jane Austen). Elle occupe, en effet, un rang très en porte-à-faux, car elle n'est ni tout à fait une domestique, ni pour autant un membre de la famille. De plus, au contact direct des enfants, elle se trouve souvent tyrannisée. Ses pupilles n'hésitent pas à se plaindre à leurs parents si elle fait montre de fermeté, ce qui provoque souvent un conflit entre la mère et elle. Anne Brontë, dans Agnes Grey, a souligné à quel point le comportement des enfants reflétait le manque de caractère moral de l'éducation donnée par les parents.  
Ces « limbes sociaux » se matérialisent bien souvent par le fait qu'elle mange seule. Elle a en général une éducation et une famille de la classe moyenne, et reçoit un salaire en échange de son travail. 
On a parfois parlé d'une « incongruence de statut » (status incongruence), liée à la définition de la gouvernante en tant que « needy lady » (« dame dans le besoin »), c'est-à-dire lady obligée de gagner sa vie, ce qui porte en soi sa propre contradiction.
Outre les difficultés rencontrées avec les enfants, l'ambiguïté de ce statut se traduit par le fait que les gouvernantes sont systématiquement haïes par les domestiques qui sont conscients que, bien que salariée comme eux et au service de leurs maîtres, la gouvernante leur est hiérarchiquement et socialement supérieure.

## La gouvernante anglaise dans la littérature

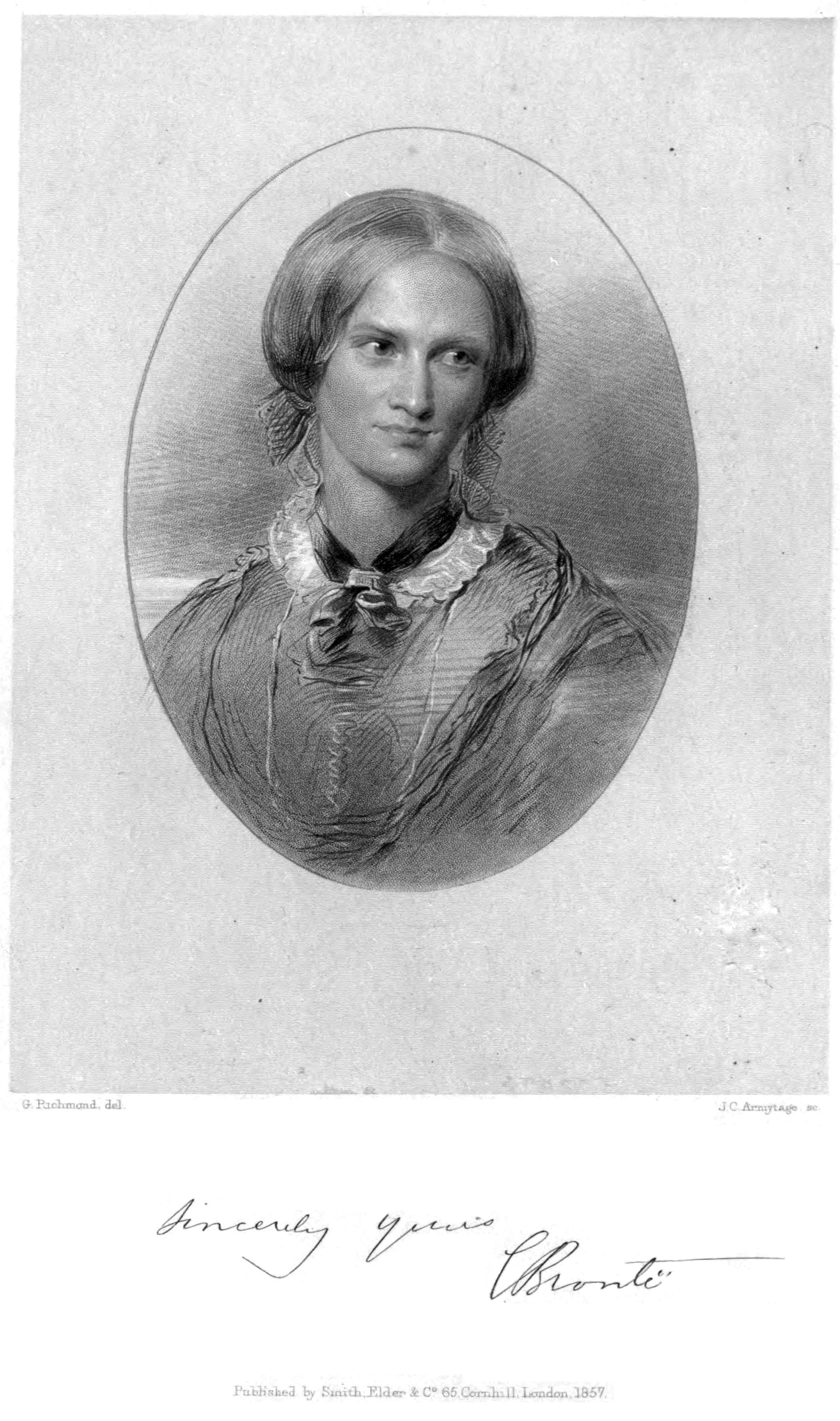
Portrait de Charlotte Brontë, par George Richmond, vers 1850

Les sources d'information dont on dispose sur la vie des gouvernantes comprennent les très nombreux manuels de savoir-vivre qui sortent entre 1840 et 1860, pour règlementer les relations entre gouvernante et employeur, et les journaux populaires, car la gouvernante, du fait de sa position ambigüe et aussi sa situation de femme financièrement indépendante, frappe l'imaginaire collectif. De plus, les romans de l'époque font une large place à ce personnage de la gouvernante.
On estime qu'en cinquante ans, entre 1814 et 1865, quelque 140 romans sont publiés dans lesquels une
gouvernante tient un rôle dans l'intrigue. 
Parmi les plus célèbres figurent Jane Eyre de Charlotte Brontë, Vanity Fair de Thackeray (avec la scandaleuse Becky Sharp), Emma de Jane Austen (avec à la fois Anne Taylor et Jane Fairfax), Agnes Grey, d'Anne Brontë, Amy Herbert, d'Elizabeth Sewell, ou enfin, plus tard, The Turn of the Screw, de Henry James.
Semblable succès est sans doute dû au rôle symbolique que joue la gouvernante dans l'évolution de la condition féminine de la classe moyenne. C'est elle, en effet, qui achète ces romans, car elle y voit des femmes comme elle, indépendantes, gagnant leur vie, et confrontées à des problèmes qu'elle connaît bien.

## L'expérience de Charlotte Brontë
Charlotte Brontë, lorsqu'elle-même est gouvernante chez les Sidgwick, parle ainsi du sentiment de malaise et des ambigüités de cette vie dans une lettre à son amie Ellen Nussey : 

« (I have to write with a pencil) because I cannot just procure ink without going into the drawing room — where I do not wish to go. [...] the chief requisite for being a governess is the power of making oneself comfortable and at home wherever we may chance to be — qualities in which all our family are singularly deficient. »

« Je dois écrire avec un crayon, car pour me procurer de l'encre, il faudrait que j'aille dans le salon, ce que je ne souhaite pas faire [...] la qualité indispensable pour être gouvernante est d'avoir la capacité de se sentir à l'aise et chez soi où que l'on se trouve. Et c'est là une chose où, nous autres les Brontë, sommes malheureusement cruellement déficientes. »

## Quelques gouvernantes célèbres

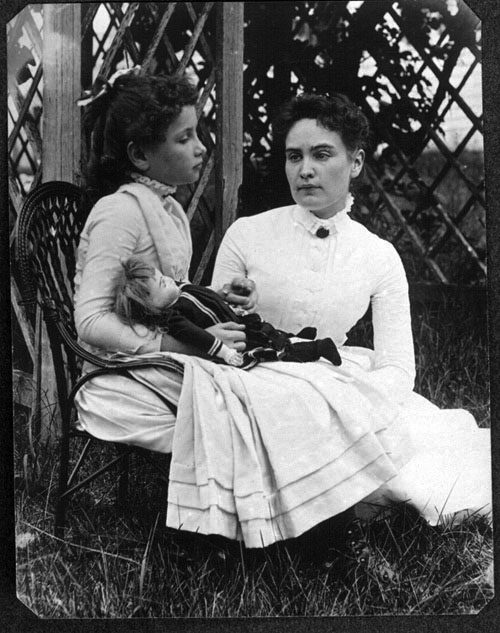
Ann Sullivan, avec Helen Keller, en juillet 1888

- Louise Lehzen, qui fut gouvernante de la reine Victoria ;
- Charlotte Brontë, gouvernante à contrecœur qui chercha à créer sa propre école, avant de connaître la célébrité avec son roman Jane Eyre  ;
- Anne Brontë, sa sœur, qui écrit le roman largement autobiographique Agnes Grey, où elle met en scène sa vie de gouvernante.
- Aux États-Unis, à la fin du XIXe siècle, Anne Sullivan, héroïne réelle de Miracle en Alabama, qui éduque la remarquable jeune fille sourde et muette Helen Keller ;
- Plus près de nous, Marie Curie fut également gouvernante avant de devenir l'une des plus grandes femmes de science.